# Waalse Pijl 2004
De 68ste editie van de Waalse Pijl (ook wel bekend als La Flèche Wallone) werd gehouden op 24 april 2004. Het parcours bij de mannen had een lengte van 199,5 kilometer. De start lag zoals altijd in Charleroi en de finish was ook weer in Hoei, op de Muur van Hoei om precies te zijn. Van de 193 gestarte renners bereikten 119 coureurs de eindstreep.

## Uitslag mannen
| Waalse Pijl 2004 (199.5 km) |                      |                   |          |
| Plaats                      | Naam                 | Ploeg             | Tijd     |
| Winnaar                     | Davide Rebellin      | Team Gerolsteiner | 4u31'33" |
| 2                           | Danilo Di Luca       | Saeco             | +00' 03" |
| 3                           | Matthias Kessler     | T-Mobile Team     | +00' 09" |
| 4                           | Michele Scarponi     | Domina Vacanze    | +00' 12" |
| 5                           | Aleksandr Vinokoerov | T-Mobile Team     | +00' 16" |
| 6                           | Andreas Klöden       | T-Mobile Team     | +00' 18" |
| 7                           | Frank Vandenbroucke  | Fassa Bortolo     | z.t.     |
| 8                           | Marcos Serrano       | Liberty Seguros   | z.t.     |
| 9                           | Markus Zberg         | Team Gerolsteiner | +00' 18" |
| 10                          | Manuel Beltran       | US Postal         | z.t.     |

## Uitslag vrouwen
| Waalse Pijl 2004 (97.5 km) |                    |                         |          |
| Plaats                     | Naam               | Ploeg                   | Tijd     |
| Winnaar                    | Sonia Huguet       | Frankrijk               | 2u44'04" |
| 2                          | Hanka Kupfernagel  | Vlaanderen-T-Interim    | +00' 09" |
| 3                          | Edita Pučinskaitė  | SC Michela Fanini       | +00' 18" |
| 4                          | Susan Palmer-Komar | Canada                  | +00' 20" |
| 5                          | Judith Arndt       | Nürnberger Versicherung | z.t.     |
| 6                          | Oenone Wood        | Australië               | z.t.     |
| 7                          | Trixi Worrack      | Nürnberger Versicherung | z.t.     |
| 8                          | Nicole Brändli     | SC Michela Fanini       | z.t.     |
| 9                          | Olivia Gollan      | Australië               | z.t.     |
| 10                         | Barbara Heeb       | Lietzsport Cycling      | z.t.     |

| Stand UCI Road Women World Cup 2004 |                    |                         |        |
| Plaats                              | Naam               | Ploeg                   | Punten |
| Gouden trui                         | Oenone Wood        | Australië               | 202    |
| 2                                   | Zoulfia Zabirova   | Team Let's Go Finland   | 154    |
| 3                                   | Mirjam Melchers    | Farm Frites-Hartol      | 115    |
| 4                                   | Angela Brodtka     | Duitsland               | 79     |
| 5                                   | Sonia Huguet       | Frankrijk               | 75     |
| 6                                   | Trixi Worrack      | Nürnberger Versicherung | 71     |
| 7                                   | Alison Wright      | Nobili Rubinetterie     | 71     |
| 8                                   | Petra Rossner      | Nürnberger Versicherung | 68     |
| 9                                   | Priska Doppmann    | Zwitserland             | 65     |
| 10                                  | Joanne Kiesanowski | Nieuw-Zeeland           | 58     |

1936 · 1937 · 1938 · 1939 · 1940 · 1941 · 1942 · 1943 · 1944 · 1945 · 1946 · 1947 · 1948 · 1949 · 1950 · 1951 · 1952 · 1953 · 1954 · 1955 · 1956 · 1957 · 1958 · 1959 · 1960 · 1961 · 1962 · 1963 · 1964 · 1965 · 1966 · 1967 · 1968 · 1969 · 1970 · 1971 · 1972 · 1973 · 1974 · 1975 · 1976 · 1977 · 1978 · 1979 · 1980 · 1981 · 1982 · 1983 · 1984 · 1985 · 1986 · 1987 · 1988 · 1989 · 1990 · 1991 · 1992 · 1993 · 1994 · 1995 · 1996 · 1997 · 1998 · 1999 · 2000 · 2001 · 2002 · 2003 · 2004 · 2005 · 2006 · 2007 · 2008 · 2009 · 2010 · 2011 · 2012 · 2013 · 2014 · 2015 · 2016 · 2017 · 2018 · 2019 · 2020 · 2021 · 2022 · 2023 · 2024
Lijst van beklimmingen